# جامعة بلاغوفيشتشينسك
جامعة بلاغوفيشتشينسك الحكومية التربوية (بالروسية: Благовещенский государственный педагогический университет) هي جامعة تقع في مدينة بلاغوفيشتشينسك (أوبلاست أمور) في روسيا.

## تاريخ
تأسست في 16 أكتوبر 1930 كمعهد تربوي زراعي (تربوي لاحقًا)، لتصبح واحدة من أوائل مؤسسات التعليم العالي في الشرق الأقصى الروسي. استلمت الجامعة الجديدة مبنى صالة Blagoveshchensk للذكور تحت تصرفها (بنيت عام 1913 وفقًا لتصميم المهندس إدوارد شايفر).
في عام 1980، حصل المعهد على وسام الشرف لإنجازاته في تدريب المعلمين. في 23 ديسمبر 1996 تم تغيير اسمه إلى جامعة بلاغوفيشتشينسك الحكومية التربوية.